# Karl-Gustaf Pehrson
Karl-Gustaf Pehrson, född 4 juli 1914 i Örebro, död 1992, var en svensk målare.
Han var son till direktören Carl Arvid Pehrson och Emma Larsson samt bror till Karl Axel Pehrson. Han var vidare gift med Greta Åberg. Han studerade konsthistoria vid Lunds universitet och måleri en kortare tid vid Aksel Smidts målarskola i Köpenhamn 1932. Därefter studerade han vid Otte Skölds målarskola i Stockholm 1934-1935 samt under resor till Frankrike, Nederländerna, Spanien och Amerika. Separat ställde han ut på Vallins konsthall i Örebro 1953 som han senare följde upp med separatutställningar på andra orter. Han medverkade i samlingsutställningar arrangerade av Sveriges allmänna konstförening, Örebro läns konstförening och Helsingborgs konstförening. Han deltog i utställningen Närkingarna på Konstnärshuset i Stockholm 1958. Hans konst består av porträtt, stilleben, landskap och gatumotiv från New York med skyskrapor. Pehrson är representerad vid Örebro läns landsting och Örebro kommun.